# Lovci (miasto Kruševac)
Lovci (cyr. Ловци) – wieś w Serbii, w okręgu rasińskim, w mieście Kruševac. W 2011 roku liczyła 170 mieszkańców.